# Jerzy Witold Pietrewicz
Jerzy Witold Pietrewicz (ur. 14 lutego 1958 w Dybowie) – polski ekonomista, nauczyciel akademicki, w latach 2013–2015 sekretarz stanu w Ministerstwie Gospodarki.

## Życiorys
W 1980 ukończył studia na Wydziale Ekonomiki Produkcji Szkoły Głównej Planowania i Statystyki (przemianowanej następnie na Szkołę Główną Handlową). W 1987 na tej samej uczelni uzyskał stopień doktora nauk ekonomicznych. Kształcił się także w szkole prowadzonej przez Bank Światowy w Wiedniu.
Od 1980 zawodowo związany z macierzystą uczelnią jako pracownik naukowo-dydaktyczny w Katedrze Analizy Rynków i Konkurencji, specjalizując się w zagadnieniach rynków finansowych i teorii funkcjonowania gospodarki. W latach 1988–1995 był też adiunktem w Zakładzie Naukowo-Badawczym Bankowości i Pieniądza i następnie głównym specjalistą jednego z zespołów w Departamencie Analiz i Badań Narodowego Banku Polskiego. Od 1995 do 2001 był wiceprezesem zarządu Banku Ochrony Środowiska. Następnie do 2003 stał na czele Narodowego Funduszu Ochrony Środowiska i Gospodarki Wodnej, a później zasiadał w radzie nadzorczej funduszu. Od 2004 do 2006 zasiadał we władzach Bankowego Funduszu Gwarancyjnego. W 2006 został p.o. prezesa zarządu i następnie prezesem zarządu w BOŚ, funkcję tę pełnił do 2009.
7 lutego 2013 objął stanowisko sekretarza stanu w Ministerstwie Gospodarki w rządzie Donalda Tuska (z rekomendacji Polskiego Stronnictwa Ludowego). Pełnił tę funkcję do listopada 2015. W 2018 został wiceprezesem zarządu Towarzystwa Ubezpieczeń Wzajemnych Medicum.
W 2017 został odznaczony Złotym Krzyżem Zasługi.

## Życie prywatne
Jest żonaty, ma czwórkę dzieci. Brat Mirosława Pietrewicza.